# Moyenneville (Somme)
 Moyenneville  es una población y comuna francesa, en la región de Picardía, departamento de Somme, en el distrito de Abbeville y cantón de Moyenneville.

## Demografía
| 624 | 618 | 603 | 557 | 565 | 626 |
| Para los censos de 1962 a 1999 la población legal corresponde a la población sin duplicidades (Fuente: INSEE [Consultar]) |     |     |     |     |     |